# Ulrich Wagner (Sozialpsychologe)
Ulrich Wagner (* 1951 in Essen) ist ein deutscher Sozialpsychologe.

## Leben und Wirken
Wagner studierte an der Ruhr-Universität Bochum Psychologie. 1976 erwarb er das Diplom, 1982 folgte die Promotion, die unter dem Titel Soziale Schichtzugehörigkeit, formales Bildungsniveau und ethnische Vorurteile veröffentlicht wurde. 1991 habilitierte sich Wagner bei Peter Schönbach, ebenfalls an der Ruhr-Universität Bochum, mit der Arbeit Eine sozialpsychologische Analyse von Intergruppenbeziehungen.
Anschließend erhielt Wagner eine Professur an der Philipps-Universität Marburg, 2017 wurde er emeritiert. Stand 2023 hat er eine Seniorprofessur für Sozialpsychologie an der Philipps-Universität Marburg inne.
Wagners Forschungsinteressen sind Intergruppenkonflikte, Aggression und Gewalt, Prävention und Evaluation. Laut Datenbank Scopus hat Wagner einen h-Index von 43 (Stand Juli 2023) Zu seinen Schülern gehören Andreas Zick und Rolf van Dick.
2023 wurde Ulrich Wagner mit dem Deutschen Psychologie-Preis ausgezeichnet. Herausgehoben wurden seine wissenschaftlichen Belege, dass Rassismus, Fremdenfeindlichkeit und Gewalt mit Integrationsangeboten und interkultureller Kompetenz entgegengetreten werden kann.

## Schriften (Auswahl)
- Soziale Schichtzugehörigkeit, formales Bildungsniveau und ethnische Vorurteile. Unterschiede in kognitiven Fähigkeiten und der sozialen Identität als Ursachen für Differenzen im Urteil über Türken. Eine empirische Untersuchung. Berlin 1983, ISBN 3-88548-040-9.
- Eine sozialpsychologische Analyse von Intergruppenbeziehungen. Göttingen 1994, ISBN 3-8017-0708-3.